# Besson, Allier

Besson este o comună în departamentul Allier din centrul Franței. În 1 ianuarie 2022 avea o populație de 746 de locuitori.